# عليرضا زماني
عليرضا زماني (بالفارسية: علیرضا زمانی) (مواليد 1994 – م في طهران) هو عالم عنكبوتيات (أي مختص بدراسة العناكب) من إيران.